# Catherine Rousselet
Catherine Rousselet-Ceretti (París, 17 de mayo de 1943) es una deportista francesa que compitió en esgrima, especialista en la modalidad de florete. Ganó dos medallas de bronce en el Campeonato Mundial de Esgrima en los años 1966 y 1970.

## Palmarés internacional
| Campeonato Mundial | Campeonato Mundial | Campeonato Mundial | Campeonato Mundial  |
| Año                | Lugar              | Medalla            | Prueba              |
| ------------------ | ------------------ | ------------------ | ------------------- |
| 1966               | Moscú (URSS)       | Medalla de bronce  | Florete por equipos |
| 1970               | Ankara (Turquía)   | Medalla de bronce  | Florete por equipos |